# Devinn Lane
Devinn Lane (Newport Beach, 28 maart 1972) is een Amerikaans erotisch fotomodel en pornoster, scenarioschrijver, regisseur en producer van pornofilms. In oktober 1999 was ze de Penthouse Pet of the Month in het Amerikaanse tijdschrift Penthouse.

## Levensloop
Lane is de dochter van een fundamentalistische dominee. Op haar zestiende raakte ze zwanger; in 1990 begon ze te strippen om haar kind en zichzelf te kunnen onderhouden. In 1996 – nog altijd een stripper – kreeg ze een baan aangeboden als fotomodel voor softcore mannenbladen. Ze heeft geposeerd voor verschillende bladen voor het algemene publiek, waaronder Premiere, Stuff, LA Weekly en de LA Times.
In 1999 debuteerde ze in hardcore films, waarin ze in eerste instantie alleen lesbische scènes deed. Uiteindelijk sloot ze een exclusief contract bij Wicked Pictures waarvoor ze ook verscheidene films geregisseerd heeft. Tot haar bekendste werk behoren de vijf delen van de filmserie The Devinn Lane Show. Vanaf 2003 deed ze ook scènes met mannen, te beginnen met de laatste scène van The Devin Lane Show 5: Save The Best For Last. In de daaropvolgende jaren trad ze op met mannen in Kink, Lovestruck, Space Nuts, Improper Conduct, Wicked Sex Party 6, Beautiful, Stiletto, Tuff Chick en twee delen van de Road Trixx-serie (die ze ook regisseerde). 
Sinds 2005 is ze voor onbepaalde duur gestopt met acteren en richt ze zich op regiewerk voor het productiebedrijf Shane's World. In tegenstelling tot Wickeds glamoureus gestileerde porno "voor paartjes" richt Shane's World zich op de gonzo stijl van film: pure, rauwe seks zonder verhaal of verfijning in de fotografie.
Lane wordt voor het eerst als producer genoemd in de film Beautiful/Nasty uit 2001, die in 2002 genomineerd werd voor de AVN Award voor Beste Lesbische Film.
Naast het hardcore werk is Lane ook presentatrice van de realitysoap 7 Lives Exposed (voor Playboy TV) en heeft ze meegespeeld in verschillende softcore films die uitgebracht zijn op DVD en via de Cinemax stations. Daarnaast heeft zij een aantal zakelijke belangen in de wereld van de erotiek, waaronder Club Fast Lane, het organiseren van exotische reizen waarbij alleenstaanden en paartjes verschillende pornosterren kunnen ontmoeten en Agent M.I.L.F., een website waar vrouwen van tussen de 25 en de 45 zich op kunnen geven om mee te spelen in korte hardcore films geregisseerd door Lane.

## Prijzen
In 2001 werd Lane genomineerd voor Beste Nieuwkomer bij de Hot D'Or Awards. In de daaropvolgende jaren werd ze nog een paar maal genomineerd voor AVN Awards, onder meer in de categorieën Beste Actrice, Speelster van het Jaar en Beste Vrouwelijke Bijrol. Ze viel tweemaal in de prijzen bij AVN Awards: voor Breathless ontving ze de prijs voor Beste Actrice - Video en voor In Style won ze de Beste Solo Sex Scène.